# Na šancích (Východolabská tabule)
Na šancích (352 m n. m.) je vrch v okrese Náchod Královéhradeckého kraje. Leží asi 1 km jižně od vsi Slotov, na pomezí katastrálních území Slotova a obce Zaloňov. Je to nejvyšší bod Chlumecké tabule.

## Geomorfologické zařazení
Geomorfologicky vrch náleží do celku Východolabská tabule, podcelku Chlumecká tabule a okrsku Velichovecká tabule.